# Place des femmes dans l’arbitrage en NBA
La place des femmes dans l’arbitrage en National Basketball Association (NBA) a évolué de manière significative depuis l’introduction des premières arbitres dans la ligue.
Longtemps réservé exclusivement aux hommes, l’arbitrage en National Basketball Association (NBA) s’est progressivement ouvert aux femmes, avec les pionnières Violet Palmer et Dee Kantner en 1997, puis Lauren Holtkamp-Sterling en 2014.
Durant la saison 2023-2024, la NBA compte un nombre record de huit femmes arbitres à temps plein, une personne non binaire et 65 hommes. Elles représentent dix pourcents des effectifs.

## Historique

### Les pionnières Violet Palmer et Dee Kantner

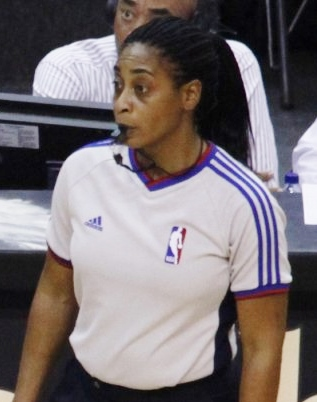
Violet Palmer, première femme à avoir arbitré un match NBA.

La National Basketball Association (NBA) est la ligue de basket-ball professionnel masculin américaine. Créée le 6 juin 1946 sous le nom de lBasketball Association of America (BAA), elle est renommée NBA en 1949 après sa fusion avec la National Basketball League (NBL).
L'arbitrage en NBA a longtemps été un domaine réservé aux hommes. Ce n'est qu'en 1997 que Violet Palmer et Dee Kantner sont recrutées comme arbitres à temps plein. Les deux femmes ont été invitées deux ans plus tôt en 1995 à arbitrer des matchs lors de la présaison.
Violet Palmer est la première à officier lors d'un match, le 31 octobre 1997, lors de la rencontre d'ouverture de la saison NBA 1997-1998 opposant les Grizzlies de Vancouver aux Mavericks de Dallas. Elle est devenue auparavant l'une des meilleures arbitres pour le basket-ball universitaire féminin, officiant pour les matches les plus importants et le Final Four NCAA.
Dee Kantner connait une carrière plus courte. Elle arbitre son premier match le 5 novembre 1997 et est remerciée par la NBA en juillet 2002 (247 matchs),. Elle poursuit sa carrière en Women's National Basketball Association (WNBA) où elle est nommée directrice du développement des arbitres.
Le 25 avril 2006, pour la première fois une femme arbitre dans un match de playoffs NBA lors de la rencontre opposant les Pacers de l'Indiana aux Nets du New Jersey. Violet Palmer officie dans huit autres rencontres jusqu'en 2012.
Le 16 février 2014, elle arbitre le All-Star Game à la Nouvelle-Orléans,. Brenda Pantoja officie à sept reprises sans pour autant réussir à être titularisée. 

### Lauren Holtkamp-Sterling ouvre la voie

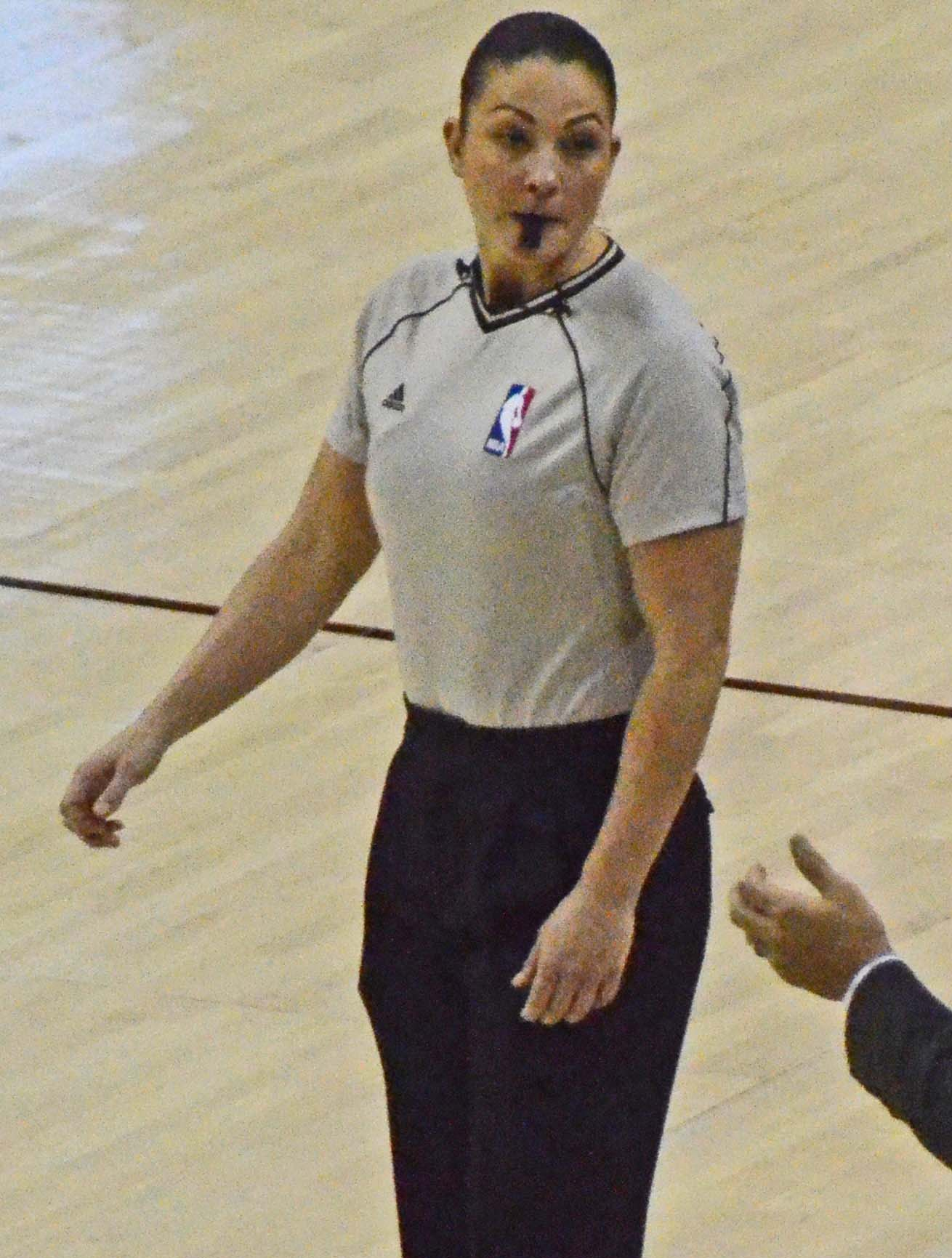
Lauren Holtkamp-Sterling.

Il faut attendre la saison 2014-2015 pour qu'une troisième femme soit nommée, avec l'arrivée de Lauren Holtkamp-Sterling. Selon Monty McCutchen, vice-président de la NBA chargé des arbitres, « Lauren Holtkamp-Sterling a joué un rôle prépondérant pour faire tomber les croyances et les barrières qui ont permis à un plus grand nombre de personnes de se voir sous l'angle de « moi aussi, je peux le faire » ». En couple avec un autre arbitre, Jonathan Sterling, elle est en 2019, la première mère à arbitrer un match. Elle pousse la ligue, qui a créé des vestiaires indépendants pour les femmes officielles, à prendre des dispositions particulières pour lui permettre d'allaiter son enfant à son retour de congés,.
Violet Palmer prend sa retraite à la fin de la saison 2015, après avoir arbitré 919 matchs.

### L'évolution et l'intégration progressive
Le 15 novembre 2018, la NBA a annonce les signatures de deux nouvelles arbitres, Natalie Sago et Ashley Moyer-Gleich, sur les cinq recrues de la saison,,. Elles ont déjà toutes les deux pris part à trois matchs de saison régulière et deux matchs de présaison en tant qu'arbitre.
Elles sont rejointes l'année suivante par Jenna Schroeder, et Simone Jelks qui intervient lors de 16 rencontres en tant que non permanente,.
Adam Silver, nommé commissaire de la NBA en 2014, souligne la volonté de la ligue de développer la place des femmes dans le corps arbitral. Il déclare lors d'une apparition à l'Economic Club de Washington D.C. que « C'est un domaine, franchement, où j'ai reconnu que je ne sais pas comment il se fait qu'il soit resté si longtemps dominé par les hommes, parce que c'est un domaine du jeu où, physiquement, il n'y a aucun avantage à être un homme, par opposition à une femme, lorsqu'il s'agit d'arbitrer »,. L'intégration des femmes dans l'arbitrage NBA s'inscrit dans une dynamique plus large de reconnaissance des compétences indépendamment du genre. Il ajoute qu'environ la moitié des nouveaux arbitres recrutés par la ligue devraient être des femmes et que le problème concerne également le coaching.
Selon Monty McCutchen, vice-président de la NBA chargé du développement et de la formation des arbitres, la ligue a développé son département des opérations arbitrales ces dernières années afin de renforcer son vivier d'arbitres féminins et internationaux. Il ajouter que des nouveaux programmes visent à identifier et à former des arbitres qui pourraient être recrutés en NBA, WNBA et NBA G League. Il déclare qu'« Il ne s'agit pas de faire du travail social, et je dis cela de manière très positive. Les femmes qui entrent en scène aujourd'hui nous aident - nous ne les aidons pas »,.
Durant la saison 2019-2020, la NBA compte 70 arbitres à temps plein, dont quatre femmes. Par ailleurs treize des 31 arbitres de la WNBA et 25 des 63 arbitres de la G-League sont des femmes.
Simone Jelks devient la septième femme arbitre à temps plein au début de la saison 2021-2022,.
Le 25 janvier 2021, pour la première fois le trio arbitrale d'une rencontre le NBA est constitué de deux femmes et un homme. Jenna Schroeder et Natalie Sago officient avec Sean Wright, arbitre en chef à Orlando où le Magic l'emporte contre les Hornets de Charlotte,. Pour Jenna Schroeder, « C'est gros. C'est mon rêve féministe qui se réalise. Mes valeurs personnelles rencontrent celles que j'ai au travail. C'est magnifique. ».
En octobre 2021, la NBA recrute Danielle Scott, puis Dannica Mosher en 2022 et Sha'Rae Mitchell en 2023,,,.
Durant la saison 2023-2024, la NBA compte huit femmes arbitres à temps plein, une personne non binaire et 65 hommes, soit dix pourcents des effectifs. C'est le plus grand nombre de femmes que la ligue ait jamais compté simultanément.

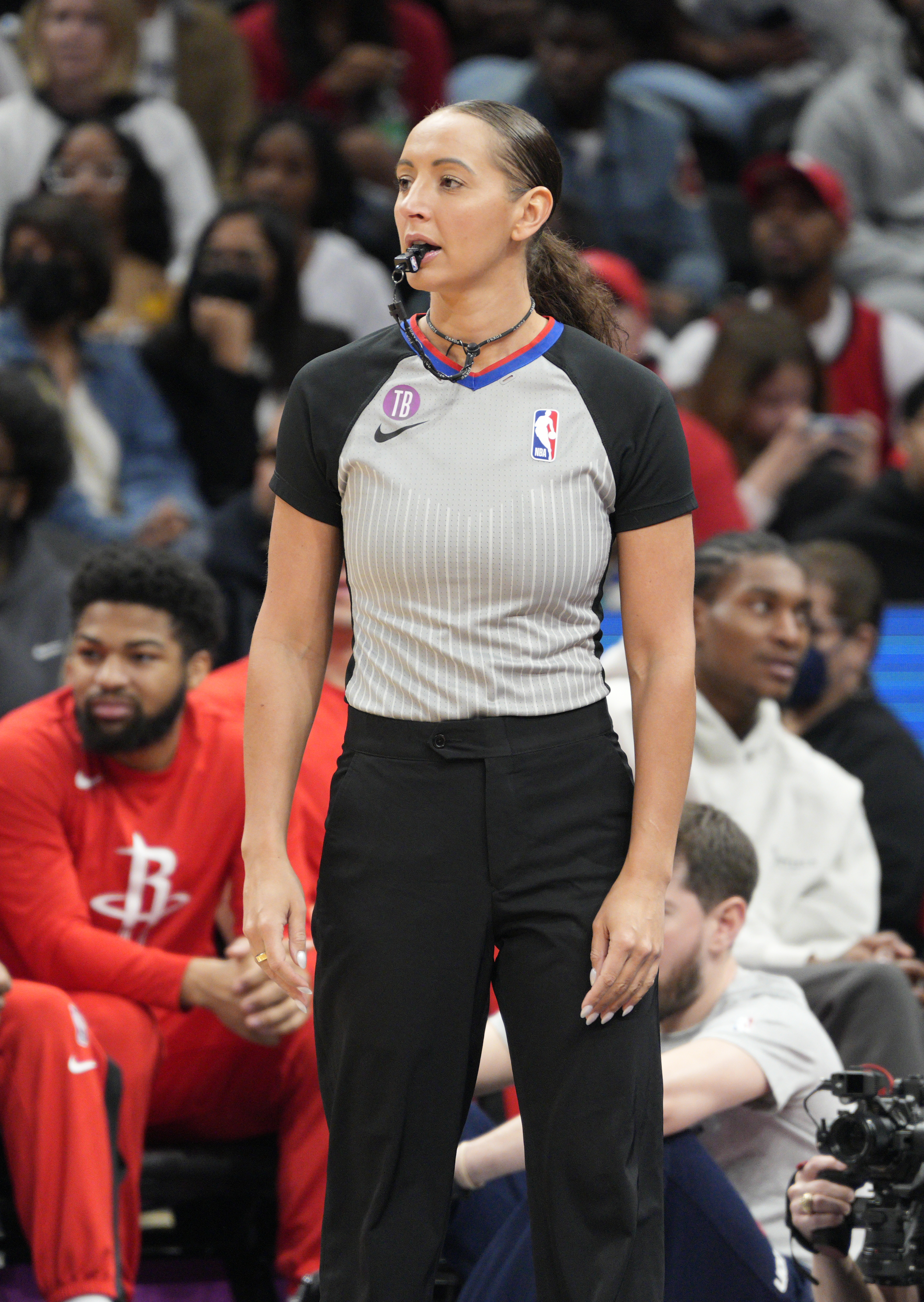
Ashley Moyer-Gleich en 2023.

Ashley Moyer-Gleich est retenue pour les playoffs NBA 2024. Ce n'était pas arrivée depuis Violet Palmer en 2012. Elle arbitre deux rencontres du premier tour, le 20 avril à Minneapolis entre les Timberwolves de Minnesota et les Suns de Phoenix, et le 25 avril à Orlando entre le Magic et les Cavaliers de Cleveland.
Lauren Holtkamp-Sterling se retire en octobre 2024 pour des raisons de santé et notamment des problèmes aux genoux. Elle a officié lors de 214 matchs.

## Liste des femmes arbitres titulaires en NBA
| Nom                      | Numéro | Premier match    | Titularisation | Dernier match    |
| ------------------------ | ------ | ---------------- | -------------- | ---------------- |
| Violet Palmer            | 12     | 31 octobre 1997  | 1997           | 15 avril 2015    |
| Dee Kantner              | 65     | 5 novembre 1997  | 1997           | 17 avril 2002    |
| Lauren Holtkamp-Sterling | 7      | 2 novembre 2012  | 2014           | 13 décembre 2023 |
| Ashley Moyer-Gleich      | 13     | 22 octobre 2018  | 2018           | Active           |
| Natalie Sago             | 9      | 22 octobre 2018  | 2018           | Active           |
| Jenna Schroeder          | 84     | 23 octobre 2019  | 2019           | Active           |
| Simone Jelks             | 81     | 23 octobre 2019  | 2020           | Active           |
| Danielle Scott           | 87     | 31 décembre 2020 | 2021           | Active           |
| Dannica Mosher           | 89     | 23 décembre 2020 | 2022           | Active           |
| Sha'Rae Mitchell         | 98     | 1er janvier 2022 | 2023           | Active           |

## Lire aussi